# Iphiaulax jutahaensis
Iphiaulax jutahaensis är en stekelart som beskrevs av Cameron 1905. Iphiaulax jutahaensis ingår i släktet Iphiaulax och familjen bracksteklar. Inga underarter finns listade i Catalogue of Life.